# Adumu

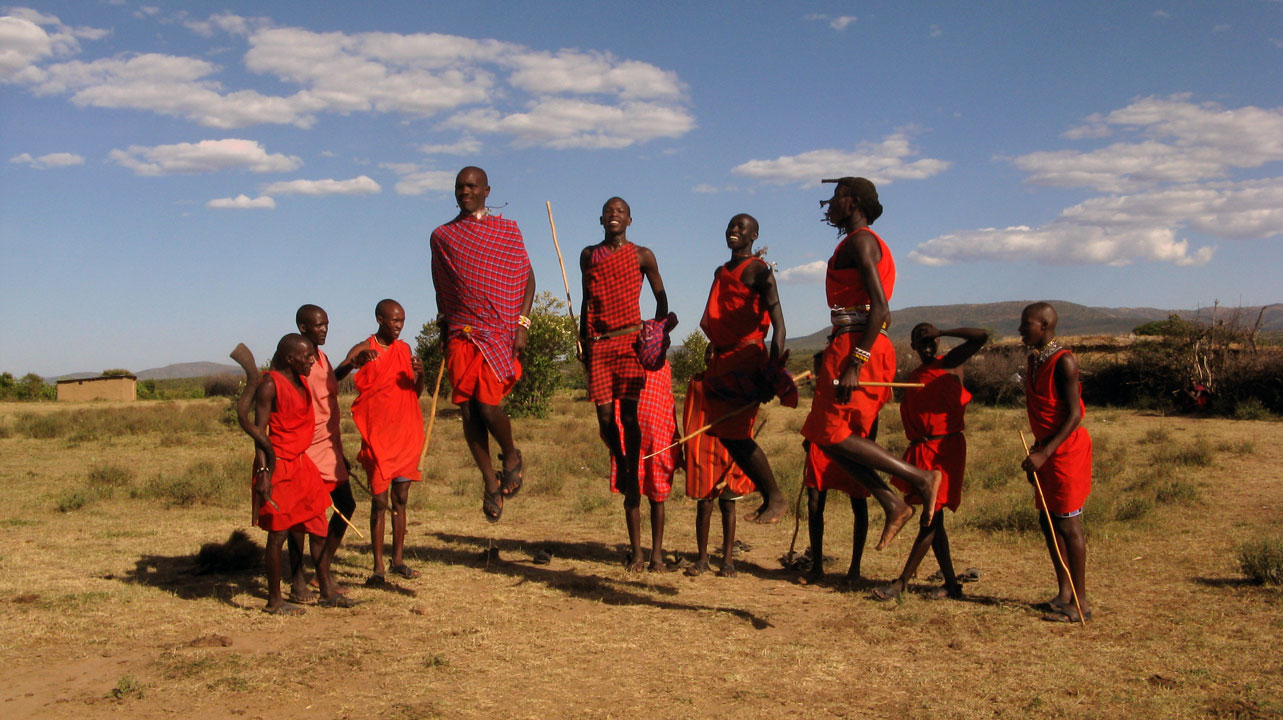
Hommes Massaï exécutant la danse traditionnelle de saut « adumu ».

L'adumu, également connue sous le nom de danse de saut Maasaï, est une danse pratiquée par le peuple Maasaï du Kenya et de Tanzanie. Les jeunes guerriers Massaï exécutent généralement cette danse énergique et acrobatique lors d'occasions cérémonielles, notamment les mariages, les rites religieux et d'autres événements culturels importants,.
La danse Adumu est une danse traditionnelle Maasaï extrêmement exubérante et acrobatique. Les jeunes guerriers Massaï qui l'exécutent lors d'occasions importantes sont connus pour leurs sauts et leurs chants.

## Histoire
Le peuple Massaï du Kenya et de Tanzanie a une histoire et une culture étroitement liées à celles de la danse traditionnelle adumu. Bien que les débuts de la danse ne soient pas clairs, on pense qu'elle s'est développée comme une méthode permettant aux guerriers Massaï de s'entraîner au combat et de montrer leur endurance, leur agilité et leur puissance. La danse était initialement exécutée par de jeunes guerriers comme une méthode pour perfectionner leurs capacités de saut vertical et horizontal, qui étaient nécessaires à la fois pour la chasse et le combat. La danse a commencé à être exécutée lors d'occasions culturelles importantes, notamment les mariages, les rituels religieux et d'autres festivals, à mesure qu'elle évoluait vers une danse plus organisée et ritualisée.

## Description

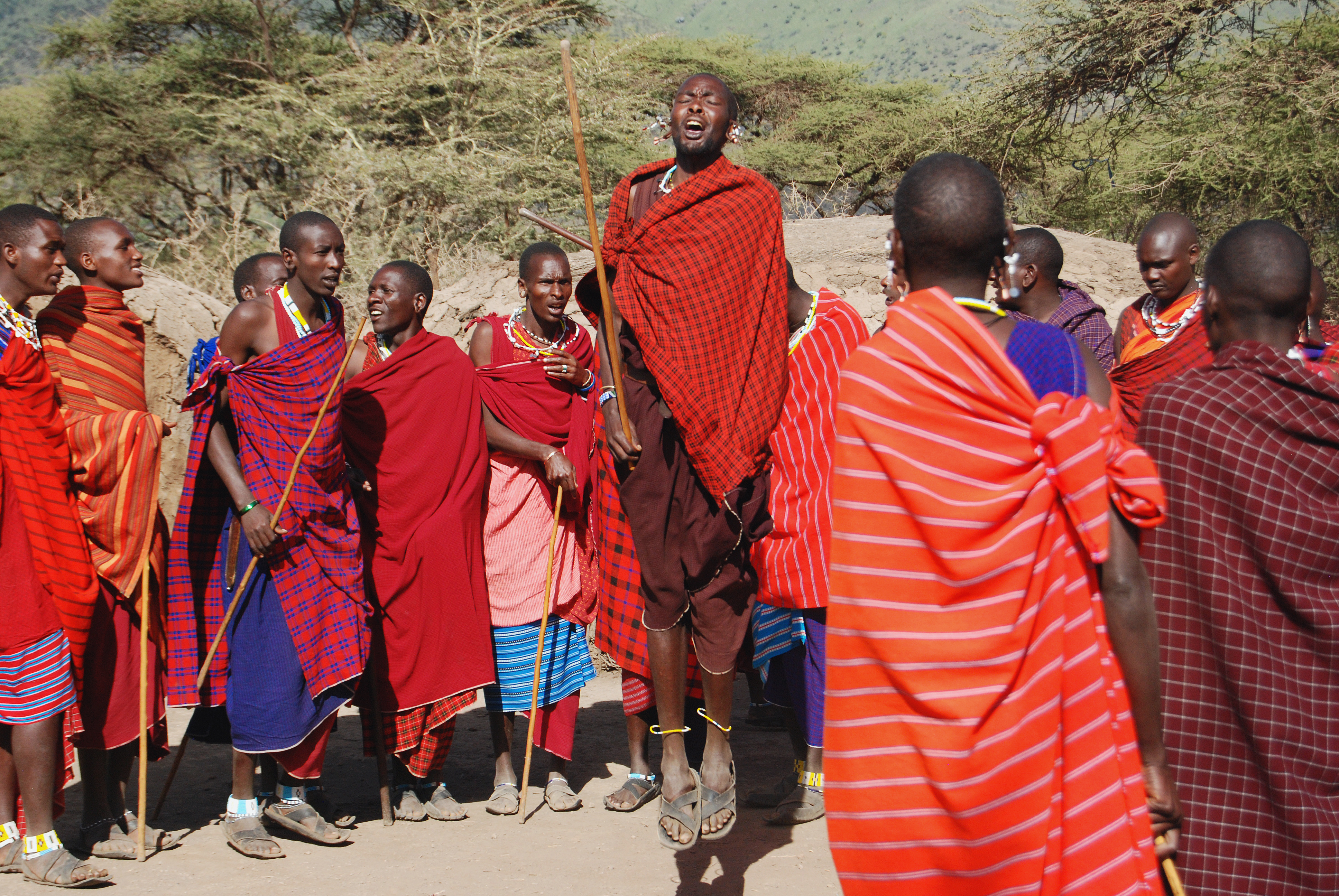
Guerriers maasaïs pendant la danse.

La danse adumu se caractérise par une séquence de sauts exécutés par les danseurs, qui se tiennent en cercle et sautent alternativement dans les airs tout en gardant leur corps aussi droit et tendu que possible. En plus de porter des shúkàs (vêtements) aux couleurs vives et des bijoux en perles, les danseurs sont généralement vêtus du costume traditionnel Maasaï. Des chants traditionnels maasaï sont également interprétés pendant la danse.
Les guerriers Massaï qui exécutent la danse adumu sont jugés sur la hauteur de leurs sauts ainsi que sur la grâce et la dextérité de leurs mouvements. La danse est extrêmement compétitive. La force, l'agilité et l'endurance des guerriers, ainsi que leur bravoure et leur héroïsme, sont tous affichés à travers leur danse.

## Étymologie
Il existe un certain nombre d'interprétations différentes fournies par diverses sources, par conséquent l'origine exacte et l'étymologie du terme « adumu » ne sont pas totalement connues. Le mot « adumu » serait d'origine maasaï et dériverait du verbe « dumu », qui signifie « sauter ». Selon cette théorie, le mot « adumu » se rapporte spécifiquement aux sauts et aux bonds, composantes essentielles de la danse. Une autre idée est que « adumu » est une version abrégée de la salutation maasaï « aigus », qui est parfois utilisée pour signaler le début de la danse. Selon ce point de vue, le nom de la danse, « adumu », fait référence à ses éléments cérémoniels et rituels ainsi qu'à sa relation avec la culture et les coutumes maasaï.
La danse elle-même est un élément important de la culture et de l'identité maasaï, et son nom est bien connu à l'intérieur et à l'extérieur de la communauté maasaï, malgré la confusion entourant l'étymologie du terme.

## Matériel culturel utilisé

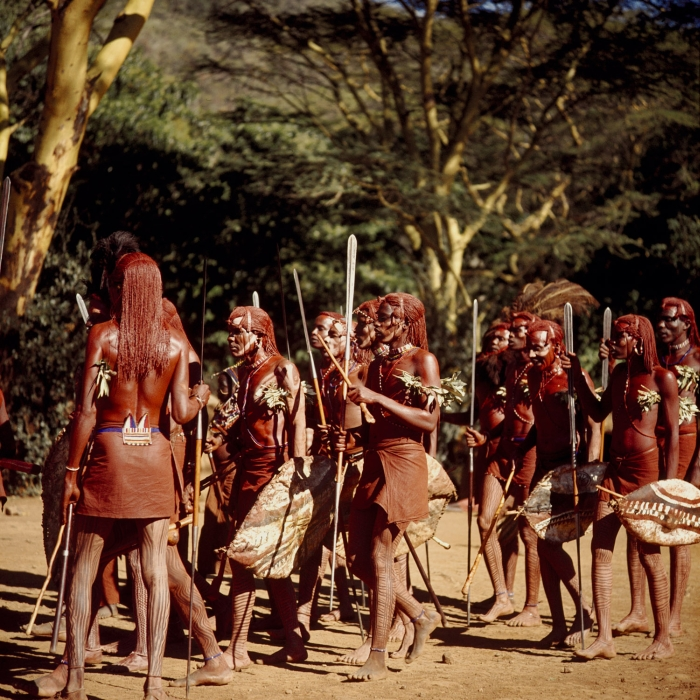
Au cours de cette danse, les guerriers s'affrontent pour savoir lequel d'entre eux peut sauter le plus haut. Ils forment un cercle et, en chantant très fort, un ou deux guerriers sautent en rythme de haut en bas à chaque fois. Les hommes ont teint leurs cheveux et leur torse en rouge et ont dessiné des motifs sur leurs jambes. Pour ce faire, ils enduisent d'abord complètement les jambes d'une couche d'ocre, puis dessinent un motif du bout des doigts en enlevant l'ocre et en laissant apparaître la peau foncée. Ces motifs ne sont pas standardisés et peuvent être réalisés par le guerrier selon sa propre liberté et son imagination. Photographie prise en 1973 (Nationaal Museum van Wereldculturen).

L'adumu est une danse hautement symbolique qui est exécutée lors de cérémonies et qui intègre une variété d'objets culturels. La culture, l'histoire et l'importance du peuple Massaï sont toutes transmises à travers ces objets, qui constituent un élément essentiel de la danse. Les vêtements traditionnels Maasaï sont l’un des éléments culturels les plus importants utilisés dans la danse Adumu. Souvent, les danseurs sont recouverts de tissus colorés appelés shúkàs qui enveloppent leur corps d'une manière particulière. Des perles complexes et d'autres décorations sont parfois appliquées à ces shúkàs, qui sont souvent de couleur rouge et sont considérées comme un symbole du peuple Massaï.
La danse adumu comprend une variété d'instruments de musique en plus de la tenue vestimentaire, tels que des tambours, des hochets (en) et des cornes. Ces instruments de musique sont joués à la fois par les danseurs et par les autres membres de la communauté et contribuent à l'accompagnement rythmique et mélodique de la danse. Les bijoux traditionnels Maasaï sont un autre élément culturel important inclus dans la danse adumu. Les danseurs portent fréquemment des colliers, des bracelets et des boucles d'oreilles coûteux faits de perles, de coquillages cauris et d'autres matériaux. Ces bijoux sont très symboliques et représentent des éléments importants de la culture Maasaï, notamment l'argent, le prestige et l'identité.
De plus, les danseurs portent des lances et des boucliers pendant qu'ils exécutent l'adumu, qui implique une variété de gestes et de symboles traditionnels. Ces emblèmes servent à rappeler à la communauté la bravoure et la ténacité de leurs ancêtres tout en représentant les traditions guerrières du peuple Maasaï. En fin de compte, la danse traditionnelle adumu renforce l’identité culturelle et l’héritage du peuple Maasaï en incorporant des éléments culturels. Ces matériaux sont non seulement beaux et décoratifs, mais ils ont également une importance symbolique profonde et communiquent des messages culturels importants aux habitants et aux visiteurs. En conséquence, ils jouent un rôle crucial dans la danse ainsi que dans la culture maasaï dans son ensemble.